# Аегвійду
Аегвійду (ест. Aegviidu) — містечко на півночі Естонії в повіті Гар'юмаа. Селище було вперше згадане в 1796 році на ливонській карті, складеній графом Мелліном.

## Географія
Чисельність населення станом на 2012 рік становила 738 осіб. З 1945 по 1993 рік мав статус селища міського типу в складі Гар'юського району ЕРСР.
Аегвійду знаходиться на перетині залізниць Таллінн — Санкт-Петербург і Таллінн — Тарту. Залізнична станція обслуговує напрямки Таллінн — Тарту і Таллінн — Нарва, а також служить кінцевою станцією напрямку приміських проїздів Таллінн — Аегвійду.

## Історія
Аегвійду вперше згадується під ім'ям «Aegwid» в 1796 році на карті Лівонії Людвіга Аугуста Мелліна. У 18 столітті на території Аегвійду знаходилося мисливське помістя «Charlottenhof» мизи Легтсе. У 1820 році барон Легтсе заснував тут поштову станцію для обслуговування поштових диліжансів на дорозі Piibe, яка в той час була головним сполученням між Таллінном і Тарту. Нині в цій будівлі розташовується школа.
У 1870 була побудована залізниця Таллінн — Санкт-Петербург і в Аегвійду була відкрита залізнична станція. Завдяки залізниці в Аегвійду збільшилося населення і в навколишніх лісах були побудовані літні будинки. У 1896 році була побудована церква, на початку двадцятого століття — пошта, аптека і магазин. У 1926 році Аегвійду отримав статус річкового селища. У 1937—1938 роках на озері Пугатсі в Неліярве був побудований туристичний центр.
Аегвійду отримав статус селища міського типу в 1945 році. Після здобуття Естонією незалежності в 1991 році, Аегвійду отримав статус муніципалітету і став селищною волостю.